# Kylin
Kylin (en xinès 麒麟) és un sistema operatiu desenvolupat per acadèmics de la Universitat Nacional de Tecnologia de Defensa de la República Popular de la Xina des de 2001. Porta el nom de la bèstia mítica qilin. Les primeres versions es basaven en FreeBSD i estaven pensades per a l'ús de l'exèrcit xinès i altres organitzacions governamentals. Amb la versió 3.0, Kylin es va basar en Linux, i hi ha una versió anomenada NeoKylin que es va anunciar el 2010.
El 2019, la variant NeoKylin és compatible amb més de 4.000 productes de programari i maquinari i s'envia preinstal·lada a la majoria d'ordinadors venuts a la Xina. Junts, Kylin i Neokylin tenen una quota de mercat del 90% del sector governamental.
El 2013 es va anunciar un projecte separat que utilitza Ubuntu com a sistema operatiu Linux bàsic. La primera versió d'Ubuntu Kylin es va publicar l'abril de 2013.
L'agost de 2020, es va llançar la v10 de Kylin OS. És compatible amb 10.000 productes de maquinari i programari i "admet l'ecosistema Android de Google".

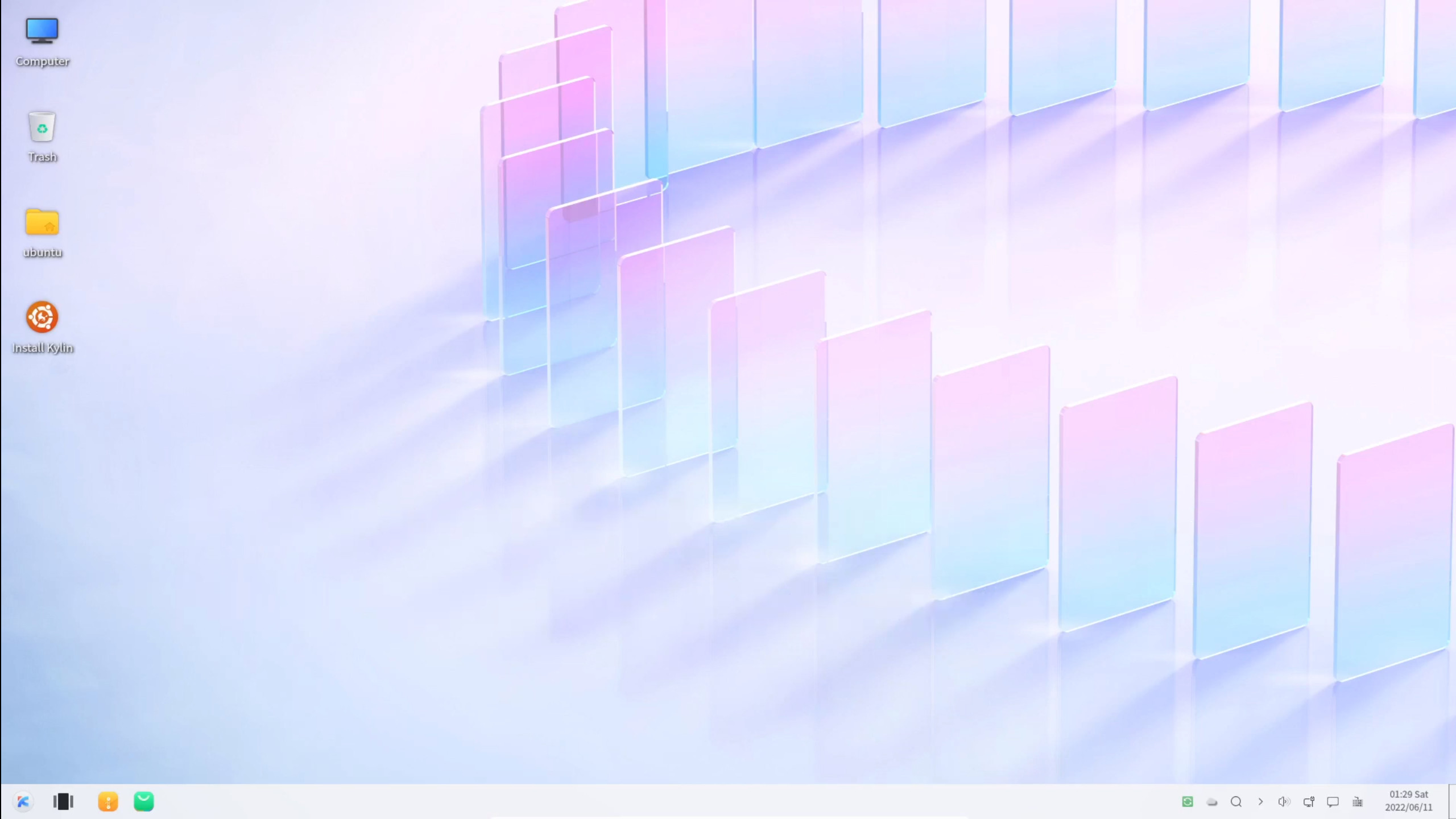
Captura de pantalla de l'Ubuntu Kylin

El juliol de 2022, es va llançar una versió de codi obert de Kylin, titulada openKylin.

## Versió de FreeBSD
El desenvolupament de Kylin va començar l'any 2001, quan a la Universitat Nacional de Tecnologia de Defensa se li va assignar la missió de desenvolupar un sistema operatiu sota el Programa 863 destinat a fer la Xina independent de la tecnologia estrangera. L'objectiu era "donar suport a diversos tipus de plataformes de servidor, per aconseguir un alt rendiment, una alta disponibilitat i una alta seguretat, així com complir amb els estàndards internacionals dels sistemes operatius Unix i Linux ". Es va crear mitjançant un model de jerarquia, que inclou "la capa bàsica del nucli que és similar a Mach, la capa de servei del sistema que és similar a BSD i l'entorn d'escriptori que és similar a Windows ". Va ser dissenyat per complir amb els estàndards UNIX i per ser compatible amb les aplicacions Linux.
El febrer de 2006, "China Military Online" (un lloc web patrocinat per PLA Daily de l'Exèrcit d'Alliberament del Poble Xinès) va informar del "desenvolupament reeixit del sistema operatiu del servidor Kylin", que va dir que era "el primer sistema operatiu de 64 bits amb alt nivell de seguretat (classe B2)" i "també el primer sistema operatiu sense nucli Linux que ha obtingut l'autenticació estàndard global de Linux [ pel International Free Standards Group".
L'abril de 2006, es va dir que el sistema operatiu Kylin es basava en gran manera en FreeBSD 5.3. Un estudiant xinès anònim a Austràlia, que va utilitzar el pseudònim "Dancefire", va realitzar una anàlisi de similitud del nucli i va demostrar que les similituds entre els dos sistemes operatius arribaven al 99,45 per cent. Un dels desenvolupadors de Kylin va confirmar que Kylin es basava en FreeBSD durant un discurs a la conferència internacional EuroBSDCon 2006.

## Kylin Linux (NeoKylin)
Amb l'arribada de la versió 3.0, Kylin ha utilitzat el nucli Linux.
El desembre de 2010, es va anunciar que el programari estàndard de la Xina i la Universitat Nacional de Tecnologia de Defensa havien signat una associació estratègica per llançar una versió anomenada NeoKylin. China Standard Software és el fabricant de la sèrie d'escriptori "NeoShine Linux". NeoKylin està pensat per a oficines governamentals, defensa nacional, energia i altres sectors de l'economia xinesa.

## Ubuntu Kylin
El 2013, Canonical va arribar a un acord amb el Ministeri d'Indústria i Tecnologia de la Informació de la República Popular de la Xina per llançar un sistema operatiu Linux basat en Ubuntu amb funcions dirigides al mercat xinès. Ubuntu Kylin ha estat descrit com "una continuació fluixa del sistema operatiu Kylin de la Xina". Està pensat per a ordinadors de sobretaula i portàtils. La primera versió oficial, Ubuntu Kylin 13.04, va ser el 25 d'abril de 2013.